# Ludwig Redtenbacher
Pour les articles homonymes, voir Redtenbacher.
 (janvier 2018).
Si vous disposez d'ouvrages ou d'articles de référence ou si vous connaissez des sites web de qualité traitant du thème abordé ici, merci de compléter l'article en donnant les références utiles à sa vérifiabilité et en les liant à la section « Notes et références ».
Ludwig Redtenbacher est un médecin et un entomologiste autrichien, né le 10 juin 1814 à Kirchdorf an der Krems et mort le 8 février 1876 à Vienne.  

## Biographie
Ludwig Redtenbacher est le premier professeur d’université à Prague et devient, en 1860, directeur du muséum de Vienne. Bien qu’il travaille principalement sur les coléoptères autrichiens, sa classification, ou analytischen en allemand, est largement adoptée. C’est lui qui signe le volume consacré aux coléoptères dans Reise der österreichischen Fregatte Novara um die Erde in den Jahren 1857, 1858, 1859 unter den befehlen des Commodore B. von Wüllerstorf-Urbair (1868), rapport scientifique faisant suite à l’expédition du SMS Novara qui fait une circumnavigation de 1857 à 1859. Il décrit également les spécimens rassemblés par Ida Laura Pfeiffer (1797-1858).
Parmi ses œuvres, il faut citer Fauna Austriaca. Die Käfer, nach der analytischen Methode bearbeitet (1849, deuxième édition revue et augmentée en 1858).